# 门土乡
门土乡，是中国西藏自治区阿里地区噶尔县下辖的一个乡镇级行政单位。

## 行政区划
门土乡共辖以下地区：
门土村、索堆村。